# 大伊珀讷
大伊珀讷是德国下萨克森州的一个市镇。总面积28.06平方公里，总人口1135人，其中男性569人，女性566人（2011年12月31日），人口密度40人/平方公里。